# Стара Івічна
Стара Івічна (пол. Stara Iwiczna) — село в Польщі, у гміні Лешноволя Пясечинського повіту Мазовецького воєводства.
Населення — 1036 осіб (2011).
У 1975-1998 роках село належало до Варшавського воєводства.

## Демографія
Демографічна структура станом на 31 березня 2011 року:
|          | Загалом | Допрацездатний вік | Працездатний вік | Постпрацездатний вік |
| -------- | ------- | ------------------ | ---------------- | -------------------- |
| Чоловіки | 503     | 127                | 329              | 47                   |
| Жінки    | 533     | 101                | 344              | 88                   |
| Разом    | 1036    | 228                | 673              | 135                  |